# 2019冠状病毒病广东省疫情时间线 (2022年)
本条目介绍2019冠状病毒病疫情于2022年在广东省的情况和确诊病例。

## 2022年1月
1月7日，深圳市在对重点行业从业人员定期核酸检测时，发现2例新冠病毒阳性感染者。
1月13日，中山市坦洲镇发现新冠肺炎病毒核酸检测异常情况，当日起进出坦洲镇的所有道路实施全面管控，後來該個案證實確診，感染源頭不明。。
1月31日，深圳发现1例新冠肺炎确诊病例。该病例在东莞居住，深圳上班，疫情源头暂不明确。

## 2022年2月
2月13日，深圳市在光明区新湖街道入境旅客隔离酒店工作人员例行检测中发现1例确诊病例。
2月15日，广州市在对闭环管理的国际航班高风险岗位工作人员例行新冠病毒核酸检测中，发现1例阳性。同日，2名外地来穗人员确诊，系從香港偷渡至珠海，偷渡总人数达15人。廣州市召開的疫情記者會公布上述二人的行蹤，但只稱二人從外市入穗，並無透露二人從香港入境以及偷渡事宜，直至16日发布的通报才首次公開二人從香港入境。

## 2022年8月
8月31日8时至9月2日24时，廣州市海珠区区内中小学阶段学校、幼儿园暂停返校及线下教学、校外培训机构暂停线下教学，托育、托管机构暂停服务。

## 2022年10月
截至10月31日中午，广州白云机场已取消航班888班，取消率为69.00%。

## 2022年11月
11月4日，广州市卫健委副主任、新闻发言人张屹介绍，11月3日广州全天新增572例感染者，再創疫情以來單日新增最高記錄。海珠區仍是疫情的重點區域。张屹表示，广州將適時啟用方艙醫院，擴容收治能力，確保應收盡收。疫情防控過程中，不管是感染者還是隔離區乃至非管控區的孕產婦、心血管疾病、燒傷等緊急狀況的病人，廣州將不惜一切代價，優先救治。
11月5日0时至11月7日24时，海珠区严格控制人员流动，市民除接受核酸检测和紧急就医等，原则上非必要不外出，不串门、不扎堆、不聚集。区域内地铁、公交暂停服务。除保障城市基本运行、医疗、应急和疫情防控相关的车辆在落实相应管理措施的前提下予以通行外，其他车辆（包括电动车、自行车）原则上不流动。当天举行的新闻发布会表示，广州面临着抗疫三年来最复杂、最严峻的疫情形势。
11月7日，廣州地鐵、公車宣布部分站點停運。海珠区社会面疫情防控再延长4天。
11月9日上午，海珠区境內的小区居民凭出入卡，每户每天安排1人分时外出。
11月11日0时至11月13日24时，广州海珠区地铁、公交、出租车、网约车暂停服务。
11月14日，广州海珠区调整部分区域疫情防控措施，開始逐步恢复生产生活秩序。
11月17日起，广州番禺区恢复社会面正常流动。截至11月17日12时，广州已建成交付方舱医院16个。
11月24日，广东佛山顺德區因為當局系統故障，導致廣東佛山順德勒流鎮所有居民的健康碼一夜之間突然轉紅。居民陷入恐慌，加上很多路口封控，被迫冒雨擠到同一個地點做核酸，秩序失控，传發生大規模衝突推擠與踩踏事故。相关視頻在社交媒體瘋傳引發網民熱議：「這種狀況，想不出事都很難。」「折騰三年了，折騰得國窮民疲，還沒完！」還有人諷刺：「韓國因為狂歡發生踩踏事故梨泰院踩踏事故，中國因為核酸發生踩踏……」不过官方表示现场只有约有6-7人被挤倒在地，均无大碍，后自行起来做完核酸后离开，没有发生网传的伤亡事件。
11月30日，佛山市順德區解除所有疫情防控临时管控区，继续落实感染者所在楼栋管理。娱乐场所等密闭半密闭场所恢复营业；各级农贸市场恢复经营；全面恢复餐饮服务单位堂食。全面恢复地铁、公交等公共交通运营。廣州市番禺區、海珠區、天河區、荔湾區等區解除所有疫情防控临时管控区，按低风险区管理。天河区、海珠区、荔湾区、从化区、越秀区逐步恢复正常生产生活秩序，广州市内地铁（含海珠有轨电车）、公交逐步有序恢复运营。

## 2022年12月
12月2日，广州市市场监督管理局副局长、新闻发言人丁力在会上表示，广州零售药店感冒、发热类药品销量增加。仅12月1日的销售记录达10万条，是平日的2.5倍。从12月1日起，到药店购药的顾客不再查验48小时核酸阴性证明。當天起，廣州市、区各级各类医疗机构普通门、急诊就诊人员凭健康码绿码通行；新入院住院患者及其陪护人员凭24小时核酸阴性证明办理入院。
12月3日起，深圳公交、地铁、药店、公园、室外旅游景点等，凭健康码绿码通行，不再查验核酸检测证明；另外商场也不再查验核酸，但进入电影院、健身房等场所仍需48小时核酸阴性，幼儿园、中小学等亦需24小时核酸阴性才能返校。
12月5日起，深圳全市社区小区、办公场所、餐饮商超及各类公共场所不再查验核酸检测阴性证明，凭健康码绿码、扫场所码进入。网吧、夜总会、棋牌室、KTV、酒吧、桑拿洗浴场所等六类人群聚集密闭公共场所仍需凭48小时核酸检测阴性证明、扫场所码进入。
12月7日起，广州严格落实将高风险区精准划定至楼栋、单元、楼层和住户的要求；不再采取临时封控措施。密切接触者隔离期由原“5+3”缩短至5天。
12月23日，东莞市卫健局表示東莞的感染者正以每天25万至30万人的规模增长。